# 2023–2024-es UEFA Európa Konferencia Liga (egyenes kieséses szakasz)
A 2023–2024-es UEFA Európa Konferencia Liga egyenes kieséses szakasza 2024. február 15-én kezdődik és május 29-én ér véget. Az egyenes kieséses szakaszban az UEFA Európa Konferencia Liga csoportkörének első és második helyezettjei és az Európa-liga csoportkörének harmadik helyezettjei vesznek részt.

## Lebonyolítás
A döntő kivételével mindegyik mérkőzés oda-visszavágós rendszerben zajlik. A két találkozó végén az összesítésben több gólt szerző csapat jut tovább a következő körbe. Ha az összesítésnél az eredmény döntetlen, akkor 30 perces hosszabbítást következik a második mérkőzés rendes játékidejének lejárta után. Ha a 2×15 perces hosszabbítás után is egyenlő az állás, akkor büntetőpárbajra kerül sor. A döntőben a győztesről egy mérkőzés dönt.
A nyolcaddöntő rájátszásának és a nyolcaddöntő sorsolása során egy kiemelt csapat mellé egy nem kiemeltet sorsolnak. Azonos tagországba tartozó csapatok nem játszhatnak egymással. A nem kiemelt csapatok játsszák az első mérkőzést hazai pályán.

## Fordulók és időpontok
A mérkőzések időpontjai a következők:
| Forduló                     | Sorsolás dátuma    | 1. mérkőzés                                 | 2. mérkőzés                                 |
| --------------------------- | ------------------ | ------------------------------------------- | ------------------------------------------- |
| Rájátszás a nyolcaddöntőért | 2023. december 18. | 2024. február 15.                           | 2024. február 22.                           |
| Nyolcaddöntők               | 2024. február 23.  | 2024. március 7.                            | 2024. március 14.                           |
| Negyeddöntők                | 2024. március 15.  | 2024. április 11.                           | 2024. április 18.                           |
| Elődöntők                   | 2024. március 15.  | 2024. május 2.                              | 2024. május 9.                              |
| Döntő                       | 2024. március 15.  | 2024. május 29., Ajía Szofía Stadion, Athén | 2024. május 29., Ajía Szofía Stadion, Athén |

## Résztvevők
Az UEFA Európa Konferencia Liga csoportkörének első helyezettjei a nyolcaddöntőbe jutottak. Az UEFA Európa Konferencia Liga csoportkörének második helyezettjei és az Európa-liga csoportkörének harmadik helyezettjei a nyolcaddöntő rájátszásába kerültek.
A nyolcaddöntő rájátszásának és a nyolcaddöntő sorsolása során egy kiemelt csapat mellé egy nem kiemelt csapatot sorsolnak. Figyelembe veszik, hogy azonos tagországba tartozó, illetve az azonos csoportból továbbjutók nem szerepelhetnek egymás ellen. A nem kiemelt csapatok játsszák az első mérkőzést hazai pályán.

Az UEFA Európa Konferencia Liga csoportkörének első és második helyezettjei
| Csoport   | Csoportelső (nyolcaddöntős) | Csoportmásodik (kiemelt a nyolcaddöntő rájátszásában) |
| --------- | --------------------------- | ----------------------------------------------------- |
| A csoport | Lille                       | Slovan Bratislava                                     |
| B csoport | Makkabi Tel-Aviv            | Gent                                                  |
| C csoport | Viktoria Plzeň              | Dinamo Zagreb                                         |
| D csoport | Club Brugge                 | Bodø/Glimt                                            |
| E csoport | Aston Villa                 | Legia Warszawa                                        |
| F csoport | Fiorentina                  | Ferencváros                                           |
| G csoport | PAÓK                        | Eintracht Frankfurt                                   |
| H csoport | Fenerbahçe                  | Ludogorec Razgrad                                     |

Az Európa-liga csoportkörének harmadik helyezettjei
| Csoport   | Csoportharmadik (nem kiemelt a nyolcaddöntő rájátszásában) |
| --------- | ---------------------------------------------------------- |
| A csoport | Olimbiakósz                                                |
| B csoport | Ajax                                                       |
| C csoport | Real Betis                                                 |
| D csoport | Sturm Graz                                                 |
| E csoport | Union Saint-Gilloise                                       |
| F csoport | Makkabi Haifa                                              |
| G csoport | Servette                                                   |
| H csoport | Molde                                                      |

## A nyolcaddöntő rájátszása
A nyolcaddöntő rájátszásának sorsolását 2023. december 18-án tartották. Az első mérkőzéseket 2024. február 15-én, a visszavágókat február 21-én és 22-én játszották.

### Párosítások
| 1. csapat            | Össz. | 2. csapat           | 1. mérk. | 2. mérk.   |
| -------------------- | ----- | ------------------- | -------- | ---------- |
| Sturm Graz           | 5–1   | Slovan Bratislava   | 4–1      | 1–0        |
| Servette             | 1–0   | Ludogorec Razgrad   | 0–0      | 1–0        |
| Union Saint-Gilloise | 4–3   | Eintracht Frankfurt | 2–2      | 2–1        |
| Real Betis           | 1–2   | Dinamo Zagreb       | 0–1      | 1–1        |
| Olimbiakósz          | 2–0   | Ferencváros         | 1–0      | 1–0        |
| Ajax                 | 4–3   | Bodø/Glimt          | 2–2      | 2–1 (h.u.) |
| Molde                | 6–2   | Legia Warszawa      | 3–2      | 3–0        |
| Makkabi Haifa        | 2–1   | Gent                | 1–0      | 1–1        |

### Mérkőzések
| 2024. február 15. 18:45 |

| Sturm Graz                                                       | 4–1               | Slovan Bratislava |
| ---------------------------------------------------------------- | ----------------- | ----------------- |
| Biereth 4' Stanković 27' Kiteishvili 64' (11-esből) Camara 90+1' | (2–1) Jegyzőkönyv | Rodrigues 8'      |

| Liebenauer Stadion, Graz Játékvezető: Mohammed Al-Hakim (svéd) |

| 2024. február 22. 21:00 |

| Slovan Bratislava | 0–1               | Sturm Graz  |
| ----------------- | ----------------- | ----------- |
|                   | (0–0) Jegyzőkönyv | Biereth 52' |

| Tehelné pole, Pozsony Játékvezető: Orel Grinfeld (izraeli) |

| 2024. február 15. 21:00 |

| Servette | 0–0         | Ludogorec Razgrad |
| -------- | ----------- | ----------------- |
|          | Jegyzőkönyv |                   |

| Stade de Genève, Genf Játékvezető: Filip Glova (szlovák) |

| 2024. február 22. 18:45 (19:45 EET) |

| Ludogorec Razgrad | 0–1               | Servette  |
| ----------------- | ----------------- | --------- |
|                   | (0–1) Jegyzőkönyv | Cognat 6' |

| Huvepharma Aréna, Razgrad Játékvezető: Aliyar Aghayev (azeri) |

| 2024. február 15. 18:45 |

| Union Saint-Gilloise      | 2–2               | Eintracht Frankfurt     |
| ------------------------- | ----------------- | ----------------------- |
| Rasmussen 31' Nilsson 68' | (1–2) Jegyzőkönyv | Chaïbi 3' Kalajdžić 10' |

| Constant Vanden Stock Stadion, Brüsszel Játékvezető: Craig Pawson (angol) |

| 2024. február 22. 21:00 |

| Eintracht Frankfurt | 1–2               | Union Saint-Gilloise   |
| ------------------- | ----------------- | ---------------------- |
| Dina Ebimbe 87'     | (0–0) Jegyzőkönyv | Puertas 47' Eckert 80' |

| Deutsche Bank Park, Frankfurt am Main Játékvezető: Espen Eskås (norvég) |

| 2024. február 15. 21:00 |

| Real Betis | 0–1               | Dinamo Zagreb           |
| ---------- | ----------------- | ----------------------- |
|            | (0–0) Jegyzőkönyv | Petković 76' (11-esből) |

| Benito Villamarín Stadion, Sevilla Játékvezető: Mikola Balakin (ukrán) |

| 2024. február 22. 18:45 |

| Dinamo Zagreb | 1–1               | Real Betis  |
| ------------- | ----------------- | ----------- |
| Kaneko 59'    | (0–1) Jegyzőkönyv | Bakambu 38' |

| Maksimir Stadion, Zágráb Játékvezető: Urs Schnyder (svájci) |

| 2024. február 15. 18:45 (19:45 EET) |

| Olimbiakósz  | 1–0               | Ferencváros |
| ------------ | ----------------- | ----------- |
| El Kaabi 83' | (0–0) Jegyzőkönyv |             |

| Karaiszkákisz Stadion, Pireusz Játékvezető: Glenn Nyberg (svéd) |

| 2024. február 22. 21:00 |

| Ferencváros | 0–1               | Olimbiakósz             |
| ----------- | ----------------- | ----------------------- |
|             | (0–1) Jegyzőkönyv | El Kaabi 45' (11-esből) |

| Groupama Aréna, Budapest Játékvezető: Clément Turpin (francia) |

| 2024. február 15. 21:00 |

| Ajax                                           | 2–2               | Bodø/Glimt      |
| ---------------------------------------------- | ----------------- | --------------- |
| Van den Boomen 90+1' (11-esből) Berghuis 90+7' | (0–1) Jegyzőkönyv | Grønbæk 16' 64' |

| Johan Cruijff Arena, Amszterdam Játékvezető: António Nobre (portugál) |

| 2024. február 22. 18:45 |

| Bodø/Glimt | 1–2 (h. u.)                 | Ajax                     |
| ---------- | --------------------------- | ------------------------ |
| Berg 83'   | (0–1, 1–1, 1–1) Jegyzőkönyv | Berghuis 34' Taylor 114' |

| Aspmyra Stadion, Bodø Játékvezető: Anasztásziosz Szidirópulosz (görög) |

| 2024. február 15. 18:45 |

| Molde                         | 3–2               | Legia Warszawa            |
| ----------------------------- | ----------------- | ------------------------- |
| Gulbrandsen 12' 19' Kaasa 24' | (3–0) Jegyzőkönyv | Josué 64' Augustyniak 71' |

| Aker Stadion, Molde Játékvezető: Enea Jorgji (albán) |

| 2024. február 22. 21:00 |

| Legia Warszawa | 0–3               | Molde                         |
| -------------- | ----------------- | ----------------------------- |
|                | (0–2) Jegyzőkönyv | Gulbrandsen 2' 67' Hestad 20' |

| Stadion Wojska Polskiego, Varsó Játékvezető: Harm Osmers (német) |

| 2024. február 15. 21:00 |

| Makkabi Haifa | 1–0               | Gent |
| ------------- | ----------------- | ---- |
| Pierrot 65'   | (0–0) Jegyzőkönyv |      |

| Bozsik Aréna, Budapest, Magyarország Játékvezető: William Collum (skót) |

| 2024. február 21. 18:00 |

| Gent           | 1–1               | Makkabi Haifa |
| -------------- | ----------------- | ------------- |
| Tissoudali 69' | (0–1) Jegyzőkönyv | Pierrot 4'    |

| Ghelamco Arena, Gent Játékvezető: Matej Jug (szlovén) |

## Nyolcaddöntők
A nyolcaddöntők sorsolását 2024. február 23-án tartották. Az első mérkőzéseket március 7-én, a második mérkőzéseket március 14-én játszották.

### Párosítások
| 1. csapat            | Össz.        | 2. csapat        | 1. mérk. | 2. mérk.   |
| -------------------- | ------------ | ---------------- | -------- | ---------- |
| Servette             | 0–0 (t. 1–3) | Viktoria Plzeň   | 0–0      | 0–0        |
| Ajax                 | 0–4          | Aston Villa      | 0–0      | 0–4        |
| Molde                | 2–4          | Club Brugge      | 2–1      | 0–3        |
| Union Saint-Gilloise | 1–3          | Fenerbahçe       | 0–3      | 1–0        |
| Dinamo Zagreb        | 3–5          | PAÓK             | 2–0      | 1–5        |
| Sturm Graz           | 1–4          | Lille            | 0–3      | 1–1        |
| Makkabi Haifa        | 4–5          | Fiorentina       | 3–4      | 1–1        |
| Olimbiakósz          | 7–5          | Makkabi Tel-Aviv | 1–4      | 6–1 (h.u.) |

### Mérkőzések
| 2024. március 7. 21:00 |

| Servette | 0–0         | Viktoria Plzeň |
| -------- | ----------- | -------------- |
|          | Jegyzőkönyv |                |

| Stade de Genève, Genf Játékvezető: Morten Krogh (dán) |

| 2024. március 14. 18:45 |

| Viktoria Plzeň      | 0–0 (h. u.) | Servette                                |
| ------------------- | ----------- | --------------------------------------- |
|                     | Jegyzőkönyv |                                         |
| Büntetőpárbaj       |             |                                         |
| Chorý Mosquera Šulc | 3–1         | Stevanović Gullemenot Severin Tsunemoto |

| Doosan Arena, Plzeň Játékvezető: William Collum (skót) |

| 2024. március 7. 18:45 |

| Ajax | 0–0         | Aston Villa |
| ---- | ----------- | ----------- |
|      | Jegyzőkönyv |             |

| Johan Cruijff Arena, Amszterdam Játékvezető: Enea Jorgji (albán) |

| 2024. március 14. 21:00 (20:00 GMT) |

| Aston Villa                                | 4–0               | Ajax |
| ------------------------------------------ | ----------------- | ---- |
| Watkins 25' Bailey 60' Durán 75' Diaby 81' | (1–0) Jegyzőkönyv |      |

| Villa Park, Birmingham Játékvezető: Orel Grinfeld (izraeli) |

| 2024. március 7. 18:45 |

| Molde                          | 2–1               | Club Brugge              |
| ------------------------------ | ----------------- | ------------------------ |
| Stenevik 43' Gulbrandsen 90+2' | (1–0) Jegyzőkönyv | De Cuyper 85' (11-esből) |

| Aker Stadion, Molde Játékvezető: Filip Glova (szlovák) |

| 2024. március 14. 21:00 |

| Club Brugge                     | 3–0               | Molde |
| ------------------------------- | ----------------- | ----- |
| Skov Olsen 45+1' 48' Skóraś 70' | (1–0) Jegyzőkönyv |       |

| Jan Breydel Stadion, Brugge Játékvezető: Radu Petrescu (román) |

| 2024. március 7. 21:00 |

| Union Saint-Gilloise | 0–3               | Fenerbahçe                                           |
| -------------------- | ----------------- | ---------------------------------------------------- |
|                      | (0–1) Jegyzőkönyv | Batshuayi 20' Oosterwolde 84' Tadić 90+4' (11-esből) |

| Constant Vanden Stock Stadion, Brüsszel Játékvezető: João Pinheiro (portugál) |

| 2024. március 14. 18:45 (20:45 TRT) |

| Fenerbahçe | 0–1               | Union Saint-Gilloise |
| ---------- | ----------------- | -------------------- |
|            | (0–0) Jegyzőkönyv | Rasmussen 68'        |

| Şükrü Saracoğlu Stadion, Isztambul Játékvezető: Nikola Dabanović (montenegrói) |

| 2024. március 7. 21:00 |

| Dinamo Zagreb    | 2–0               | PAÓK |
| ---------------- | ----------------- | ---- |
| Petković 37' 71' | (1–0) Jegyzőkönyv |      |

| Maksimir Stadion, Zágráb Játékvezető: Aliyar Aghayev (azeri) |

| 2024. március 14. 18:45 (19:45 EET) |

| PAÓK                                                                                | 5–1               | Dinamo Zagreb |
| ----------------------------------------------------------------------------------- | ----------------- | ------------- |
| Rahman 27' Sučić 33' (öngól) Brandon 42' Koulierakis 72' A. Živković 88' (11-esből) | (3–0) Jegyzőkönyv | Hoxha 49'     |

| Túmbasz Stadion, Szaloniki Játékvezető: Harm Osmers (német) |

| 2024. március 7. 18:45 |

| Sturm Graz | 0–3               | Lille                      |
| ---------- | ----------------- | -------------------------- |
|            | (0–1) Jegyzőkönyv | David 28' 51' Zhegrova 71' |

| Liebenauer Stadion, Graz Játékvezető: Bartosz Frankowski (lengyel) |

| 2024. március 14. 21:00 |

| Lille      | 1–1               | Sturm Graz    |
| ---------- | ----------------- | ------------- |
| Santos 43' | (1–1) Jegyzőkönyv | Biereth 45+1' |

| Stadium Lille-Metropole, Villeneuve-d'Ascq Játékvezető: Matej Jug (szlovén) |

| 2024. március 7. 21:00 |

| Makkabi Haifa                   | 3–4               | Fiorentina                                      |
| ------------------------------- | ----------------- | ----------------------------------------------- |
| Seck 12' Kinda 29' Khalaili 67' | (2–1) Jegyzőkönyv | Nzola 2' Beltrán 58' Mandragora 73' Barák 90+5' |

| Bozsik Aréna, Budapest, Magyarország Játékvezető: Donatas Rumšas (litván) |

| 2024. március 14. 18:45 |

| Fiorentina | 1–1               | Makkabi Haifa |
| ---------- | ----------------- | ------------- |
| Barák 59'  | (0–0) Jegyzőkönyv | Khalaily 88'  |

| Artemio Franchi Stadion, Firenze Játékvezető: Irfan Peljto (bosznia-hercegovinai) |

| 2024. március 7. 18:45 (19:45 EET) |

| Olimbiakósz  | 1–4               | Makkabi Tel-Aviv                   |
| ------------ | ----------------- | ---------------------------------- |
| El Kaabi 13' | (1–3) Jegyzőkönyv | Zahavi 4' 30' Shahar 9' Peretz 74' |

| Karaiszkákisz Stadion, Pireusz Játékvezető: Craig Pawson (angol) |

| 2024. március 14. 21:00 |

| Makkabi Tel-Aviv      | 1–6 (h. u.)                 | Olimbiakósz                                                            |
| --------------------- | --------------------------- | ---------------------------------------------------------------------- |
| Zahavi 57' (11-esből) | (0–3, 1–4, 1–5) Jegyzőkönyv | Podence 10' Fortúnisz 36' El Kaabi 45+3' 65' Jovetić 93' El-Arabi 103' |

| TSC Aréna, Topolya, Szerbia Játékvezető: Maurizio Mariani (olasz) |

## Negyeddöntők
A negyeddöntők sorsolását 2024. március 15-én tartották. Az első mérkőzéseket április 11-én, a második mérkőzéseket április 18-án játsszák.

### Párosítások
| 1. csapat      | Össz.        | 2. csapat  | 1. mérk. | 2. mérk.   |
| -------------- | ------------ | ---------- | -------- | ---------- |
| Club Brugge    | 3–0          | PAÓK       | 1–0      | 2–0        |
| Olimbiakósz    | 3–3 (t. 3–2) | Fenerbahçe | 3–2      | 0–1 (h.u.) |
| Aston Villa    | 3–3 (t. 4–3) | Lille      | 2–1      | 1–2 (h.u.) |
| Viktoria Plzeň | 0–2          | Fiorentina | 0–0      | 0–2 (h.u.) |

### Mérkőzések
| 2024. április 11. 21:00 |

| Club Brugge | 1–0               | PAÓK |
| ----------- | ----------------- | ---- |
| Vetlesen 6' | (1–0) Jegyzőkönyv |      |

| Jan Breydel Stadion, Brugge Játékvezető: Daniel Siebert (német) |

| 2024. április 18. 21:00 (22:00 EEST) |

| PAÓK | 0–2               | Club Brugge    |
| ---- | ----------------- | -------------- |
|      | (0–2) Jegyzőkönyv | Jutglà 33' 45' |

| Túmbasz Stadion, Szaloniki Játékvezető: Davide Massa (olasz) |

| 2024. április 11. 18:45 (19:45 EEST) |

| Olimbiakósz                            | 3–2               | Fenerbahçe                       |
| -------------------------------------- | ----------------- | -------------------------------- |
| Fortúnisz 8' Jovetić 32' Chiquinho 57' | (2–0) Jegyzőkönyv | Tadić 68' (11-esből) Kahveci 74' |

| Karaiszkákisz Stadion, Pireusz Játékvezető: Sandro Schärer (svájci) |

| 2024. április 18. 21:00 (23:00 TRT) |

| Fenerbahçe                          | 1–0 (h. u.)                 | Olimbiakósz                              |
| ----------------------------------- | --------------------------- | ---------------------------------------- |
| Kahveci 11'                         | (1–0, 1–0, 1–0) Jegyzőkönyv |                                          |
| Büntetőpárbaj                       |                             |                                          |
| Tadić Batshuayi Ünder Djiku Bonucci | 2–3                         | El Kaabi El-Arabi Horta Masouras Rodinei |

| Şükrü Saracoğlu Stadion, Isztambul Játékvezető: Tobias Stieler (német) |

| 2024. április 11. 21:00 (20:00 BST) |

| Aston Villa            | 2–1               | Lille       |
| ---------------------- | ----------------- | ----------- |
| Watkins 13' McGinn 56' | (1–0) Jegyzőkönyv | Diakité 84' |

| Villa Park, Birmingham Játékvezető: Espen Eskås (norvég) |

| 2024. április 18. 18:45 |

| Lille                              | 2–1 (h. u.)                 | Aston Villa                                |
| ---------------------------------- | --------------------------- | ------------------------------------------ |
| Yazıcı 15' André 68'               | (1–0, 2–1, 2–1) Jegyzőkönyv | Cash 87'                                   |
| Büntetőpárbaj                      |                             |                                            |
| Bentaleb David Gomes Cabella André | 3–4                         | Tielemans Watkins Cash Bailey Douglas Luiz |

| Stadium Lille-Metropole, Villeneuve-d’Ascq Játékvezető: Ivan Kružliak (szlovák) |

| 2024. április 11. 18:45 |

| Viktoria Plzeň | 0–0         | Fiorentina |
| -------------- | ----------- | ---------- |
|                | Jegyzőkönyv |            |

| Doosan Arena, Plzeň Játékvezető: Orel Grinfeld (izraeli) |

| 2024. április 18. 18:45 |

| Fiorentina                | 2–0 (h. u.)                 | Viktoria Plzeň |
| ------------------------- | --------------------------- | -------------- |
| González 92' Biraghi 108' | (0–0, 0–0, 2–0) Jegyzőkönyv |                |

| Artemio Franchi Stadion, Firenze Játékvezető: Jesús Gil Manzano (spanyol) |

## Elődöntők
Az elődöntők sorsolását 2024. március 15-én tartották, a negyeddöntők sorsolását követően. Az első mérkőzéseket május 2-án, a második mérkőzéseket május 9-én játszották.

### Párosítások
| 1. csapat   | Össz. | 2. csapat   | 1. mérk. | 2. mérk. |
| ----------- | ----- | ----------- | -------- | -------- |
| Aston Villa | 2–6   | Olimbiakósz | 2–4      | 0–2      |
| Fiorentina  | 4–3   | Club Brugge | 3–2      | 1–1      |

### Mérkőzések
| 2024. május 2. 21:00 (20:00 BST) |

| Aston Villa             | 2–4               | Olimbiakósz                               |
| ----------------------- | ----------------- | ----------------------------------------- |
| Watkins 45+1' Diaby 52' | (1–2) Jegyzőkönyv | El Kaabi 16' 29' 56' (11-esből) Hezze 67' |

| Villa Park, Birmingham Játékvezető: Marco Guida (olasz) |

| 2024. május 9. 21:00 (22:00 EEST) |

| Olimbiakósz | 2–0         | Aston Villa |
| ----------- | ----------- | ----------- |
|             | Jegyzőkönyv |             |

| Karaiszkákisz Stadion, Pireusz |

| 2024. május 2. 21:00 |

| Fiorentina                        | 3–2               | Club Brugge                       |
| --------------------------------- | ----------------- | --------------------------------- |
| Sottil 5' Belotti 37' Nzola 90+1' | (2–1) Jegyzőkönyv | Vanaken 17' (11-esből) Thiago 63' |

| Artemio Franchi Stadion, Firenze Játékvezető: Michael Oliver (angol) |

| 2024. május 8. 18:45 |

| Club Brugge | 1–1               | Fiorentina             |
| ----------- | ----------------- | ---------------------- |
| Vanaken 20' | (1–0) Jegyzőkönyv | Beltrán 85' (11-esből) |

| Jan Breydel Stadion, Brugge Játékvezető: Halil Umut Meler (török) |

## Döntő
A döntőt 2024. május 29-én játszották a Ajía Szofía Stadionban, Athénban. A pályaválasztót 2024. március 15-én sorsolták, az elődöntők sorsolását követően.
| 2024. május 29. 21:00 (22:00 EEST) |

| Olimbiakósz   | 1–0 (h. u.)                 | Fiorentina |
| ------------- | --------------------------- | ---------- |
| El Kaabi 116' | (0–0, 0–0, 0–0) Jegyzőkönyv |            |

| Ajía Szofía Stadion, Athén Nézőszám: 26 842 Játékvezető: Artur Soares Dias (portugál) |